# Kenny Manigault
Kenneth Alvin Manigault Jr (ur. 22 maja 1991 w Charleston) – amerykański koszykarz, występujący na pozycji rzucającego obrońcy, obecnie zawodnik Makau Black Bears.
27 września 2017 podpisał umowę z AZS Koszalin. 18 lipca 2017 został zawodnikiem fińskiego Tampereen Pyrintö.

## Osiągnięcia
Stan na 24 stycznia 2020, na podstawie, o ile nie zaznaczono inaczej.
College
- Zawodnik Roku NAIA (2015)[4]
- Zaliczony do I składu NAIA All-American (2015)

Drużynowe
- Finalista Pucharu Finlandii (2019)

Indywidualne
- Uczestnik meczu gwiazd ligi australijskiej (2016)